# جیانی سراف
جیانی سراف (انگلیسی: Gianni Seraf؛ زادهٔ ۵ ژوئیهٔ ۱۹۹۴) بازیکن فوتبال است.